# Widzew Łódź
RTS Widzew Łódź (pronunție poloneză: [ˈɛr ˈtɛ ˈɛs ˈvʲidzɛf ˈwut͡ɕ]) este un club de fotbal polonez din Łódź. Clubul a fost fondat în 1910. Culorile oficiale sunt roșu și alb, de unde și poreclele „Armata roșie a lui Widzew” (Czerwona Armia Widzewa) și „Roșu-alb-roșu” (Czerwono-Biało-Czerwoni). Datorită istoriei orașului, clubul și suporterii săi sunt denumiți și „Lorzii Orașului Fibrei”. Clubul își dispută meciurile pe stadionul situat în Łódź, pe bulevardul Marszałka Józefa Piłsudskiego nr. 138, care poartă numele neoficial, dar utilizat pe scară largă, de „ Inimaorașului Łódź”. Motto-ul clubului este „Împreună creăm putere” (Razem Tworzymy Siłę) și „Mereu în 12” (sugerând că fanii clubului sunt al doisprezecelea jucător al echipei).

## Istoria
Clubul a fost înființat în 1910 ca Societatea de Dezvoltare a Culturii Fizice Widzew (în poloneză Towarzystwo Miłośników Kultury Fizycznej Widzew). Este numit după districtul Widzew din Łódź, iar RTS înseamnă Societatea Sportivă a Muncitorilor (în poloneză Robotnicze Towarzystwo Sportowe). Clubul a fost fondat de muncitori polonezi și industriași germani care lucrau la fabrica de textile WIMA din Widzew. Inițial, clubul s-a numit Towarzystwo Miłośników Rozwoju Fizycznego Widzew, deoarece la acea vreme Łódź se afla sub dominația țarului rus, iar adjectivul „muncitori” nu avea voie să fie folosit în denumire sau în organizația oficială.
După Primul Război Mondial, Polonia și-a recâștigat independența, iar clubul a fost reactivat în 1922 sub numele de Robotnicze Towarzystwo Sportowe Widzew Łódź.
În timpul celui de-al Doilea Război Mondial, trei dintre fotbaliștii Widzew Łódź dinainte de război, Joachim Schreer, Mirosław Wągrowski și Aleksander Żadziłko, s-au numărat printre polonezii uciși de ruși în Marele Masacru de la Katyn din aprilie-mai 1940.
Widzew a câștigat patru campionate poloneze în 1980-81, 1981-82, 1995-96 și 1996-97. Clubul a câștigat de șapte ori vicecampioana Poloniei (1977, 1979, 1980, 1983, 1984, 1995, 1999) și de trei ori bronzul campionatului polonez (1985, 1986, 1992). Clubul a câștigat Cupa Poloniei în 1985 și Supercupa Poloniei în 1996. Widzew a câștigat și campionatul polonez al cluburilor muncitorești în 1932.
După ce a câștigat campionatul în 1980-81 și 1981-82, Widzew a recâștigat titlul polonez 14 ani mai târziu, după un sezon record. În sezonul record 1995-1996, Widzew a pierdut doar 22 de goluri în 34 de meciuri, cele mai puține dintre toate echipele din campionat. Ei au fost eficienți și în atac, marcând 84 de goluri și 88 de puncte în acest sezon. Datorită în parte performanțelor bune ale portarului Andrzej Wozniak, echipa a rămas neînvinsă pe tot parcursul sezonului. În acel sezon, Widzew a jucat și în faza grupelor Ligii Campionilor, după ce a învins campioana Danemarcei, Brøndby IF, în preliminarii. Printre rivalele din grupă ale echipei din Lodz s-a numărat și Steaua București.
În următorul sezon 1996-97, echipa a avut din nou rezultate foarte bune. Pentru a doua oară în istoria clubului au câștigat două campionate la rând, marcând 74 de goluri într-un sezon și pierzând doar 21.
Au participat la 117 meciuri de Cupa Europei, câștigând 42. În sezonul 1980-81, Widzew a eliminat Manchester United în Cupa UEFA, dar cea mai mare realizare a lor a fost atingerea semifinalelor Cupei Europei 1982-83, eliminând Liverpool, triplă câștigătoare.

## Palmares
- Ekstraklasa
  - Câștigătoare (4): 1981, 1982, 1996, 1997
  - Locul doi (7): 1977, 1979, 1980, 1983, 1984, 1995, 1999
  - Locul trei (3): 1985, 1986, 1992
- Cupa Poloniei:
  - Câștigătoare (1): 1985
  - Locul doi (4): 1996, 1997, 1999, 2003

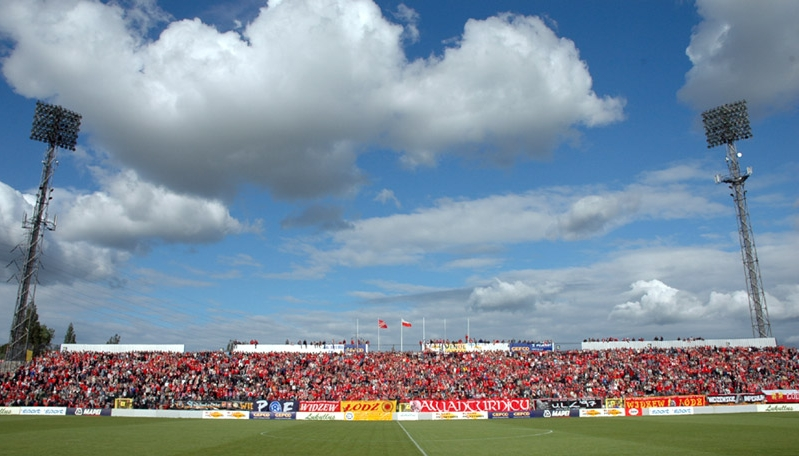
Stadion im. Ludwika Sobolewskiego

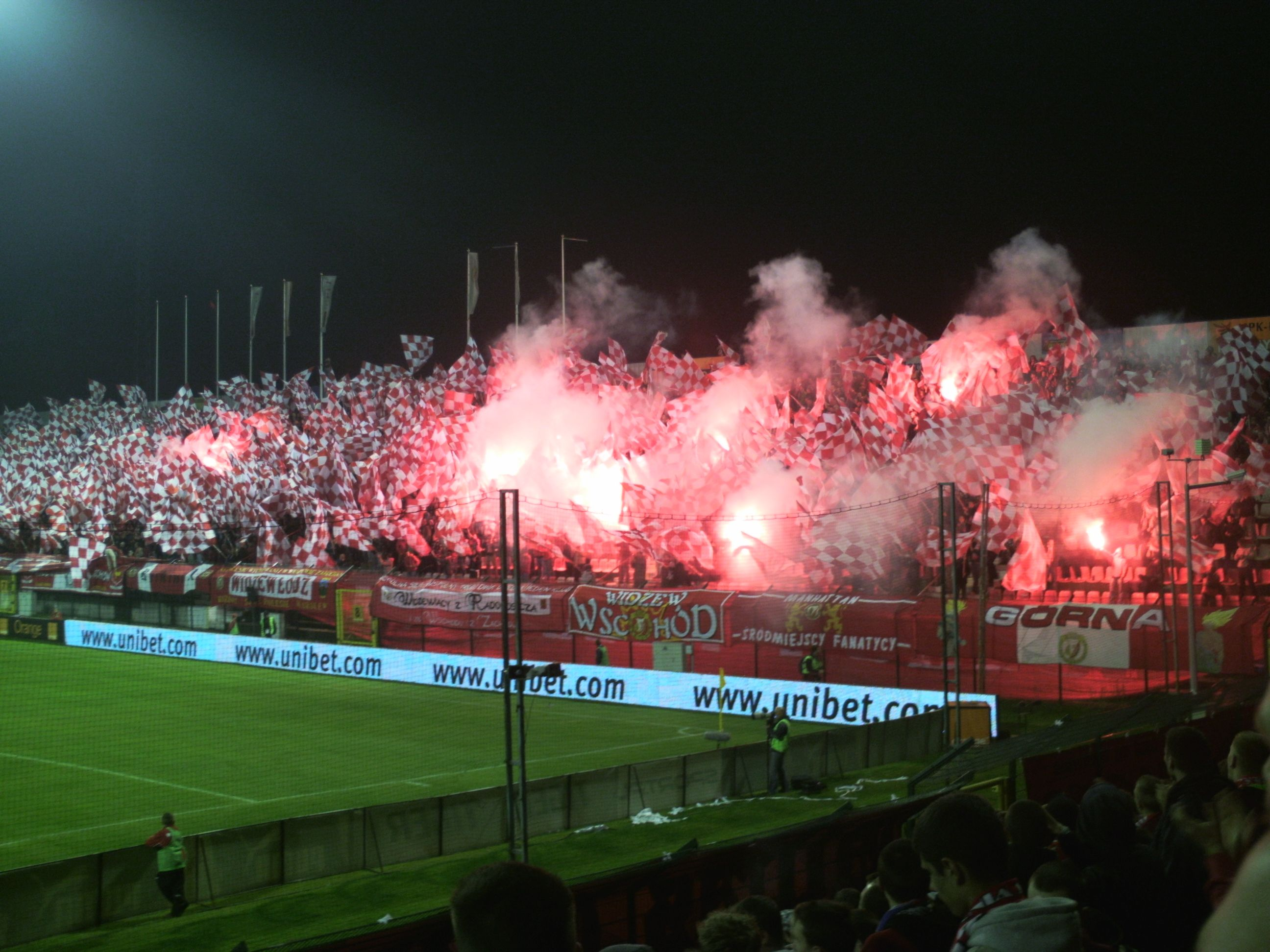
Stadion im. Ludwika Sobolewskiego

- Supercupa Poloniei:
  - Câștigătoare: 1996
- Liga Campionilor UEFA
  - Faza grupelor (1): 1996
- Cupa UEFA
  - Semifinale (1): 1983
- Cupa UEFA Intertoto
  - Câștigătoare (2): 1976, 1982